# Guilda
Guilda (de l'antic neerlandès gilde) és una corporació de mercaders o comerciants, la seva forma habitual d'associació durant la Baixa edat mitjana (segles XI al XV). Funcionava institucionalment de manera equivalent als gremis dels artesans, és a dir, com la reunió d'un grup de persones que comparteixen una activitat comuna, trien càrrecs directius, es doten a si mateixos de regles determinades que obliguen a tots ells i comparteixen els mateixos drets o llibertats. Tals conceptes no tenien el mateix valor que van adquirir en l'Edat Contemporània, i eren entesos com una forma de privilegis compatibles amb una situació marginal en el sistema socioeconòmic feudal, que a partir dels últims segles de l'Edat Mitjana (especialment des de la crisi del segle XIV) es trobava en un lent procés de crisi i transformació, en transició al capitalisme. Els mercaders enriquits de les guildes, si bé no podien formar part dels estaments privilegiats, sí que podien aconseguir una alta posició econòmica.
Els collegia romans, especialment els navicularii poden considerar un precedent remot de les guildes.
La forma més elaborada de guilda va ser la que va adquirir la Hansa a les ciutats del Bàltic i altres ports del nord d'Europa, on va arribar a ser poderosíssima, va funcionar gairebé com un Estat, i fins i tot va mantenir forces armades.
Els Merchant Adventurers d'Anglaterra són un altre exemple significatiu.